# بابریک سفلی
بابریک سفلی یا کلاته یعقوب روستایی در دهستان قهستان بخش قهستان شهرستان درمیان استان خراسان جنوبی ایران است. بر پایه سرشماری عمومی نفوس و مسکن در سال ۱۳۹۰ جمعیت این روستا ۲۵ نفر (در ۷ خانوار) بوده‌است.